# Aeroportul Yutian
Aeroportul Yutian (IATA: YTW, ICAO: ZWYT) este un aeroport din Yutian County⁠(d), Tangshan⁠(d), Hebei, Republica Populară Chineză. Aeroportul a fost tranzitat în 2022 de 40.815 pasageri. A fost deschis în 26 decembrie 2020.
aeroportul dispune de o singură pistă.